# Bothrogonia pingtangana
Bothrogonia pingtangana är en insektsart som beskrevs av Li 1983. Bothrogonia pingtangana ingår i släktet Bothrogonia och familjen dvärgstritar. Inga underarter finns listade i Catalogue of Life.